# Jeppe Tranholm-Mikkelsen
Jeppe Tranholm-Mikkelsen (født 30. oktober 1962) er en dansk diplomat, der siden 2022 har været departementschef i Udenrigsministeriet.
Tranholm-Mikkelsen blev i 1992 cand.scient.pol. fra Aarhus Universitet.
Fra 2007 til 2010 var han Danmarks ambassadør i Kina, hvorefter han blev dansk ambassadør i EU.
I efteråret 2014 blev Tranholm-Mikkelsen udnævnt til ny dansk ambassadør i USA med virkning fra august 2015, men han nåede aldrig at indtage posten, da han i foråret 2015 fik tilbudt posten som været generalsekretær for Rådet for Den Europæiske Union med virkning fra 1. juli 2015. I 2022 vendte han hjem til stillingen som departementschef i Udenrigsministeriet.